# Karina Mora
Karina Mora (Mérida, 17 novembre 1980) est une actrice mexicaine de telenovelas. Elle a joué notamment le rôle d'Alexandra dans la telenovela Cœur brisé et celui de Matilde dans la telenovela Marina.